# Raimundo Morales-Marques
Pour les articles homonymes, voir Marques (homonymie).
Raimundo Morales-Marques (ou Raimundo Morales Veloso) est un joueur espagnol de tennis né à Barcelone le 2 octobre 1898 et décédé le 4 septembre 1986 à Saint-Domingue en République dominicaine.

## Biographie
Joueur du David Lloyd Real Club de Tenis del Turó-Barcelona à Barcelone.

## Carrière

### Titres
Vainqueur de la Copa Real Club Tenis de Oviedo en 1922, 1923, 1925, 1926, 1929

### Autre performance
1/8 de finale au Championnat du monde sur court couvert à Barcelone en 1923.

### Jeux olympiques
En 1924 il perd au premier tour du tournoi de tennis des Jeux olympiques à Paris contre Sydney Jacob,.

### Grand Chelem
1/8 de finaliste aux premier Internationaux de France de tennis en 1925 il perd contre le Belge Jean Washer.

1/32 de finaliste à l'US National Championships en 1928, il perd contre John Van Ryn.

### Coupe Davis
Joueur de Coupe Davis en 1926, 1927 et 1928, il a toujours joué ses rencontres à Barcelone et pour la dernière à Berlin.

Il n'a joué qu'un simple, remporté contre le Britannique Keats Lester et joué en double avec Eduardo Flaquer 2 victoires pour 3 défaites.